# 原涼子
原 涼子（はら すずこ、2005年4月27日 - ）は、日本の女優、声優。神奈川県横須賀市出身。

## 人物・経歴
4歳の時に芸能活動を始めており、『八日目の蝉』でテレビドラマに初めて出演。5歳になった途端、4歳の頃とは打って変わりオーディションに合格しない日々が続き、落ち込んでいた。その時に落ちて当たり前だったことが分からなかったものの、負けず嫌いな性格のため、母に「やめる?」と聞かれて原は「絶対やめない!」と答えていた。
6歳の時に事務所から『ばらかもん』のオーディションに誘われて、原はアニメも好きで、仕事なら何でもやりたいと思っていたため、そのオーディションを受けて合格。収録時は7歳か8歳の頃で、その時は女優と声優の差が分からず、漠然と「声だけのお仕事なんだな」という感覚だった。2014年にテレビアニメ『ばらかもん』で主要キャラクターである、琴石なるを演じ注目を集める。放送当時は9歳で、この琴石なるは島の方言を使うキャラクターであることから「方言は難しいと思うので、なるは標準語になりそう」と原作者であるヨシノサツキが言っていたが、あまりにも原が上手に方言をこなした為、標準語ではなく方言で放送されることとなった。原によると、方言に関しては山村美和役の古木のぞみが一度しゃべったものをDVDにして、それを聴いて覚えていた。前述のとおり、7歳か8歳のくらいの収録だったこともあり、吸収が早く、一回見ただけで覚えることができ、苦戦しなかったという。
2022年12月22日に『アイドルマスター シンデレラガールズ スターライトステージ』にて望月聖役を務める事が発表され、かつて主要キャラクターを演じた作品『ばらかもん』がTwitter内でトレンド入りするなど、大きな反響を呼んだ。
事務所はスペースクラフトジュニア所属を経て、現在はフリーランス。

## 出演

### テレビドラマ
- 八日目の蝉（2010年3月30日、NHK総合） - 仁川ミキ 役
- それでも、生きてゆく（2011年7月7日 - 9月15日、フジテレビ） - 草間悠里 役
- 看取りの医者 バイク母さんの往診日誌（2011年、TBS）
- 聖なる怪物たち 第2・4話（2012年1月26日・2月9日、テレビ朝日） - 徳田千秋 役
- トッカン 特別国税徴収官（2012年7月4日 - 9月19日、日本テレビ） - 白川耀子（演：若村麻由美の幼少期） 役
- ヒロシマ 復興を夢みた男たち（2013年3月16日、NHK総合） - 被爆した少女 役
- リアル鬼ごっこ THE ORIGIN（2013年4月9日 - 6月25日、千葉テレビ他） - 佐藤愛（演：清水富美加の幼少期）役
- 高梨さん 第12話（2013年6月17日、NHKワンセグ2） - 美加 役
- ダブルトーン 〜2人のユミ〜（2013年6月29日 - 8月3日、NHK BSプレミアム） - 田村亜美 役
- 連続ドラマW かなたの子 第1話（2013年12月1日、WOWOW）
- 紙の月（2014年1月7日 - 2月4日、NHK総合） - 岡崎ちかげ 役
- 金曜プレステージ ヤバい検事 矢場健〜ヤバケンの暴走捜査〜（2014年2月14日、フジテレビ） - 磯沼雪乃 役
- 金曜ロードSHOW! 最高のおもてなし（2014年2月28日、日本テレビ） - 愛 役
- ビター・ブラッド 第9話（2014年6月10日、フジテレビ） - 稲木千賀子 役
- 牙狼-GARO- -魔戒ノ花- 第12話（2014年6月20日、テレビ東京） - カリナ（演：我妻三輪子の幼少期）役
- ラスト・ドクター〜監察医アキタの検死報告〜 第3話（2014年7月25日、テレビ東京） - 志田早苗（演：星野真里の少女期）役
- タイムスパイラル 第3・4話（2014年9月16日・23日、NHK BSプレミアム） - 車いすの子供 役
- お兄ちゃん、ガチャ（2015年1月11日 - 3月29日、日本テレビ） - 御手洗四葉 役
- レッドクロス〜女たちの赤紙〜 第1夜（2015年8月1日、TBS） - 天野希代（演：松嶋菜々子の幼少期）役
- BS1スペシャル 武士の娘 鉞子とフローレンス（2015年、NHK BSプレミアム）
- ゆとりですがなにか（2016年、日本テレビ） - 早乙女涼子 役
- 夏休みドラマ キッドナップ・ツアー（2016年8月2日、NHK総合） - 千壽 役
- 終戦71年スペシャル オバマ大統領の折り鶴（2016年、日本テレビ） - 佐々木貞子 役
- 花実のない森（2017年3月29日、テレビ東京） - 江藤みゆき（演：中山美穂の幼少期）役
- 明日の約束 第2・7話（2017年10月24日・11月28日、関西テレビ・フジテレビ系） - 藍沢日向（演：井上真央の中学時）役
- 連続テレビ小説 エール（2020年、NHK総合） - 佐智子 役
- ひきこもり先生（2021年、NHK総合） - 堀口葵 役
- お耳に合いましたら。 第2話（2021年7月16日、テレビ東京）
- この初恋はフィクションです 第3話（2021年10月14日、TBS） - 望月琴音 役

### テレビ番組
- 子ども安全リアル・ストーリー 第1話（2015年8月4日、NHK Eテレ） - ミホ 役

### 映画
- 終の信託（2012年10月27日、東宝）
- 藁の楯（2013年4月26日公開、ワーナー・ブラザース映画） - 少女 役
- 魔女の宅急便（2014年3月1日、東映） - キキ（少女期）役
- 少女（2016年10月8日、東映） - 草野敦子（幼少期）役
- 望郷（2017年9月16日、エイベックス・デジタル）
- 2017渋谷TANPEN映画祭CLIMAX at佐世保 出品作品「それここで言うこと？」（2017年）
- 最高の人生の見つけ方（2019年10月11日、ワーナー・ブラザース映画） - 剛田マ子（幼少期）役
- 島守の塔（2022年7月22日、毎日新聞社、ポニーキャニオンエンタープライズ） - 島田黎子 役

### テレビアニメ
2013年
- もいもいのMoiとMoimoi〜かわいいフィンランド（もっきー）

2014年
- ばらかもん（琴石なる）
- がんばれ!ルルロロ 第2期（ペロ）

2016年
- くまみこ（ゆき）

2017年
- アキンド星のリトル・ペソ（ペソ）

2019年
- 川柳少女（毒島ハナビ）
- かいじゅうステップ ワンダバダ（2019年 - 2020年、ノーちゃん）

2020年
- ソマリと森の神様（ミヤ）

2021年
- SSSS.DYNAZENON（書道部員） - 2023年に劇場総集編公開
- 大正オトメ御伽話（曜子）

2025年
- 青の祓魔師 終夜篇（勝呂虎子、女子生徒）
- 天久鷹央の推理カルテ
- スライム倒して300年、知らないうちにレベルMAXになってました ～そのに～（村人C）
- Aランクパーティを離脱した俺は、元教え子たちと迷宮深部を目指す。（人々）

### 劇場アニメ
- おそ松さん〜ヒピポ族と輝く果実〜（2022年、少女ヒピポ）

### OVA
- まじかるすい～と プリズム・ナナ メダルの国のハロウィン ～ノリコと妖精～（2015年、アキ・妖精さん）

### Webアニメ
- みじかもん（アドリブ劇場 みじかいばらかもん）（2014年、なる[16]）

### ゲーム
2010年代
- グランブルーファンタジー（2014年 - 2019年、レオノーラ）
- ブレイブリーセカンド（2015年、レヴナント・グレイス）
- .hack//New World（2016年、ヴィッカ）
- アキンド星のリトル・ペソ（2017年、ペソ）
- MONKEY KING ヒーロー・イズ・バック（2019年、江流児）

2020年代
- アイドルマスター シンデレラガールズ（2022年 - 2023年、望月聖） - 2作品

### 吹き替え
- マロナの幻想的な物語り（2020年、ソランジュ〈幼少期〉[18]）

### CM
- ナカバヤシ 創立60周年 「約束を支える仕事」篇 （2011年）
- 講談社
  - たのしい幼稚園（2013年）
  - おともだち（2013年）
- ゆめソーラーCM「県下全域かけつけます！」篇、「お布団」篇、「屋根の上」篇（2013年）
- セブンイレブン「スタンプラリーキャンペーン」
- 朝日新聞出版「週刊謎とき!ジュニア百科」創刊（2014年）
- 東京ステーション開発「東京駅一番街」（2014年）ナレーション
- サッポロ一番 塩とんこつラーメン （2015年）
- 積水ハウス「引退の日」篇（2019年）
- ヒューレット・パッカード「先、行くね。もっと自由な場所へ」（2021年）
- オンライン家庭教師メガスタ「高校生探しています！！」篇 （2021年）
- ライオン ラジオCM 「キレイキレイ」「スマイルザメディカル A DX」

### MV
- 小野大輔「ヒーロー」（2015年）
- 熊田茜音「Sunny Sunny Girls◎」（2019年）

### その他コンテンツ
- すずこここーすけ！略して「こここ」（2016年12月11日 - 2018年03月25日、YouTube）
- ウルトラマンフェスティバル2019 第1部「受け継がれる光 僕らの未来」（2019年7月19日 - 8月6日、そうたくんのタイガ）
- 薬物乱用防止DVD「薬物乱用はなぜいけないのか？」（2019年、東映）
- 君にもできる漫才！（2020年、大阪チャンネル）

## ディスコグラフィ

### キャラクターソング
| 発売日         | 商品名                                                                             | 歌 | 楽曲                                     | 備考                                                                     |
| -------------- | ---------------------------------------------------------------------------------- | --- | ---------------------------------------- | ------------------------------------------------------------------------ |
| 2023年9月13日  | THE IDOLM@STER CINDERELLA GIRLS STARLIGHT MASTER PLATINUM NUMBER 08 ミライコンパス | 望月聖（原涼子）、佐久間まゆ（牧野由依）、緒方智絵里（大空直美）、依田芳乃（高田憂希）、高森藍子（金子有希） | 「ミライコンパス（M@STER VERSION）」     | ゲーム『アイドルマスター シンデレラガールズ スターライトステージ』関連曲 |
| 2023年9月13日  | THE IDOLM@STER CINDERELLA GIRLS STARLIGHT MASTER PLATINUM NUMBER 08 ミライコンパス | 望月聖（原涼子）                                                                                             | 「ミライコンパス（M@STER VERSION）」     | ゲーム『アイドルマスター シンデレラガールズ スターライトステージ』関連曲 |
| 2023年10月25日 | THE IDOLM@STER CINDERELLA MASTER Dreamy Anniversary ＆ Next Chapter                | THE IDOLMASTER CINDERELLA GIRLS Stage for Cinderella groupA BEST5!                                           | 「Dreamy Anniversary」                   | ゲーム『アイドルマスター シンデレラガールズ スターライトステージ』関連曲 |
| 2023年10月25日 | THE IDOLM@STER CINDERELLA MASTER Dreamy Anniversary ＆ Next Chapter                | 望月聖（原涼子）                                                                                             | 「お願い！シンデレラ（M@STER VERSION）」 | ゲーム『アイドルマスター シンデレラガールズ スターライトステージ』関連曲 |

## ライブ・イベント

### 合同ライブ
| 公演日             | タイトル                                                                                          | 会場                               |
| ------------------ | ------------------------------------------------------------------------------------------------- | ---------------------------------- |
| 2023年9月9日・10日 | THE IDOLM@STER CINDERELLA GIRLS Shout out Live!!!                                                 | 愛知県国際展示場 ホールA（愛知県） |
| 2024年9月14日      | THE IDOLM@STER CINDERELLA GIRLS STARLIGHT FANTASY DAY1                                            | Kアリーナ横浜（神奈川県）          |
| 2025年3月8日・9日  | THE IDOLM@STER CINDERELLA GIRLS STARLIGHT STAGE 10th ANNIVERSARY TOUR Let's AMUSEMENT!!! 大阪公演 | 大阪城ホール（大阪府）             |

### シリーズ一覧
1. ↑  『スターライトステージ』（2022年 - 2023年）、『シンデレラガールズ』（2022年）

### ユニットメンバー
1. ↑  久川凪（立花日菜）、大槻唯（山下七海）、高垣楓（早見沙織）、望月聖（原涼子）、新田美波（洲崎綾）